# Penneo
Penneo A/S är ett danskt mjukvaruföretag med huvudkontor i Köpenhamn, som är börsnoterat på NASDAQ Copenhagen Main Market. Penneos produkter hanterar workflows i samband med digitala kontrakt, digitala underskrifter, och kontroll av kundkännedom och opererar i Danmark, Sverige, Norge, Belgien och Finland.
Företaget har fokus på redovisnings- och revisionsföretag. I Danmark är företaget dominerande inom undertecknande av årsredovisningar, med 66% av alla som blev inlämnade till Erhvervsstyrelsen i Danmark.